# 邱軍
邱軍（1999年2月27日—），臺灣男歌手。2021年在選秀節目《聲林之王3》中贏得第二名，2022年加入台灣索尼音樂娛樂，2024年發行首張個人專輯《情歌手》。

## 生平
邱軍出生於屏東縣春日鄉，具排灣族背景。2021年參加歌唱選秀節目《聲林之王3》，最終獲得第二名的成績。2022年10月6日在個人Instagram上宣布已加入台灣索尼音樂娛樂。2024年2月23日發行首張個人專輯《情歌手》，專輯第三波主打歌《愛不愛我》登上各大數位音樂平台上國語歌冠軍，加上搭配八大戲劇台、中華電信MOD偶像劇《妳是我的姐妹》戲劇插曲宣傳效應下，該單曲在YouTube已超過一千萬次觀看點閱率。
專輯第五波主打歌《運轉人生》登上各大數位音樂平台上台語歌冠軍，加上搭配華視、LINE TV時代劇《華麗計程車行》戲劇插曲宣傳效應下，該單曲在YouTube已超過三千萬次觀看點閱率。並憑藉該曲在2024年9月11日第59屆金鐘獎上入圍戲劇原創歌曲獎。

## 爭議
酒駕逃逸
2024年12月27日，邱軍駕車行經基隆市信一路，撞上正在路邊排班的計程車駕駛，造成兩人受傷，其中一人在送醫7天後死亡。
基隆市警察局4次通知邱軍說明，但邱避不見面直至29日才到案，並聲稱「以為撞到石墩」，但新聞照片中擋風玻璃已破裂，明顯與事實不符，偵訊後被依《中華民國刑法》過失傷害（後改為過失致死）、肇事逃逸罪函送基隆地方檢察署偵辦。2025年1月7日，基隆地方法院以有逃亡、串證之虞為由，裁定邱軍羈押禁見。2025年5月5日，檢察官偵結起訴邱軍，起訴書中查證邱軍當晚聚餐飲酒，返家途中駕車撞上站在車道上的計程車司機後逃逸，其所為涉犯刑法不能安全駕駛致死罪嫌、肇事致人死傷逃逸罪嫌而對其提起公訴、移審羈押庭；當日法官裁定邱軍新台幣20萬元交保，並限制住居、限制出境、出海。

## 音樂作品

### 專輯
| 專輯 | 發行日期  | 專輯名稱 | 語言      | 曲目 |
| 1    | 2024/2/23 | 情歌手   | 國語/台語 | 1. 謝謝你的愛2024 (Grateful For Your Love 2024) 2. 運轉人生 (Life Goes On) 3. 傷心太平洋 (The Sad Pacific) 4. 就好了 (That’s Fine) 5. 值得 (Worthy) 6. 愛不愛我 (Not Me) 7. 太想愛你 (I Wanna Love You So Much) 8. 下個地方 (A Better Place) 9. 有多少愛可以重來 (How Much Love Can Start Anew?) 10. 謝謝你的愛1999 (Grateful For Your Love ’99) |

### 單曲
| 發行日期   | 單曲名稱   | 備註                   |
| ---------- | ---------- | ---------------------- |
| 2022/5/4   | 春泥       | 琳誼 Ring feat. 邱軍   |
| 2022/5/13  | 不是不會痛 |                        |
| 2022/7/8   | 點火       | 《超級王牌棒球隊》插曲 |
| 2023/7/14  | 隨波逐流   | 《八尺門的辯護人》插曲 |
| 2023/8/29  | 黃昏       | 索尼 30 經典翻唱       |
| 2024/11/22 | 我不會     |                        |

## 獎項紀錄
| 年份   | 頒獎典禮              | 獎項                    | 專輯       | 入圍作品                       | 結果 |
| ------ | --------------------- | ----------------------- | ---------- | ------------------------------ | ---- |
| 2024年 | 第59屆金鐘獎          | 戲劇原創歌曲獎          | 《情歌手》 | 〈運轉人生〉／《華麗計程車行》 | 提名 |
| 2024年 | 2024 Apple Music      | 2024 年度最佳｜台灣製造 | 《情歌手》 | 〈運轉人生〉                   | 獲獎 |
| 2025年 | 第20屆KKBOX音樂風雲榜 | 年度百大風雲歌手        | 《情歌手》 | 〈愛不愛我〉                   | 獲獎 |

## 外部連結
- 邱軍的Instagram帳戶
- 邱軍的Facebook專頁